# Glenn Morris
Glenn Morris, född 18 juni 1912 i Simla i Colorado, död 31 januari 1974 i Palo Alto, var en amerikansk friidrottare.
Han spelade också in några filmer bland annat "Tarzans hämnd" 1938.
Morris blev olympisk mästare i tiokamp vid olympiska sommarspelen 1936 i Berlin.